# Parlaments- und Präsidentschaftswahlen in Paraguay 2008
Die Parlaments- und Präsidentschaftswahlen in Paraguay fanden am 20. April 2008 statt. Gewinner der Wahl wurde der Oppositionskandidat Fernando Lugo, der am 15. August als neuer Präsident vereidigt wurde.
Aufgerufen waren ca. 2.800.000 Bürger, einen Präsidenten und den Nationalkongress, bestehend aus dem Abgeordnetenhaus (Cámara de Diputados) mit 80 Abgeordneten und dem Senat (Senado) mit 45 Mitgliedern zu wählen. Die Legislaturperiode (Abgeordnetenhaus und Senat) und die nichterneuerbare Amtszeit des Präsidenten betragen fünf Jahre. Die Wahlbeteiligung lag bei 65 Prozent, ab dem 18. Lebensjahr besteht Wahlpflicht. Neu gewählt wurden neben dem Präsidenten, den Senatoren und den Abgeordneten 17 Gouverneure, 400 Gemeinderatsmitglieder und 18 Parlamentarier für das Parlament der Freihandelsorganisation Mercosur.

## Parteien
Die wichtigsten Parteien der Wahl waren:
- Asociación Nacional Republicana – Partido Colorado (ANR-PC) (Nationale Republikanische Vereinigung – Partido Colorado)
- Partido Liberal Radical Auténtico (PLRA) (Authentische Liberal-Radikale Partei)
- Partido „Patria Querida“ (PPQ) (Partei „Geliebte Heimat“)
- Unión Nacional de Ciudadanos Éticos – UNACE (Nationale Union der Bürgermoral)

## Ergebnisse

### Präsidentschaftswahl
| Platz | Kandidat      | Partei/Wahlbündnis                                       | Stimmenanteil |
| ----- | ------------- | -------------------------------------------------------- | ------------- |
| 1     | Fernando Lugo | Mitte-links-Allianz – Alianza Patriótica para el Cambio  | 40,90 %       |
| 2     | Blanca Ovelar | Nationale Republikanische Vereinigung – Partido Colorado | 30,63 %       |
| 3     | Lino Oviedo   | Nationale Union der Bürgermoral (UNACE)                  | 21,93 %       |

Quelle: tsje.gov.py
Die Wahlbeteiligung lag nach Berechnung der Wahlkommission bei 65 Prozent und war damit die höchste bei einer Präsidentschaftswahl seit Ende der Militärherrschaft von General Alfredo Stroessner.

### Parlamentswahlen
Abgeordnetenhaus (Cámara de Diputados)
| Partei/Wahlbündnis                                       | 2008         | 2003        | 1998        |
| -------------------------------------------------------- | ------------ | ----------- | ----------- |
| Asociación Nacional Republicana (Partido Colorado) (ANR) | 30 (31,13 %) | 37 (46,2 %) | 45 (56,2 %) |
| Partido Liberal Radical Auténtico (PLRA)                 | 27 (26,70 %) | 21 (26,3 %) | 26 (32,5 %) |
| Partido Encuentro Nacional (PEN)                         | X (0,76 %)   | 0 (0,0 %)   | 7 (8,8 %)   |
| Movimiento Patria Querida (MPQ)                          | 3 (5,45 %)   | 10 (12,5 %) | 0 (0,0 %)   |
| Union Nacional de Ciudadanos Eticos (UNACE)              | 15 (17,66 %) | 10 (12,5 %) | 0 (0,0 %)   |
| Partido País Solidario (PPS)                             | X (X,X %)    | 2 (2,5 %)   | 0 (0,0 %)   |
| Pais Solidario (PS)                                      | X (X,X %)    | 0 (0,0 %)   | 2 (2,5 %)   |
| Movimiento Popular Tekojoja (MPT)                        | 1 (3,45 %)   | X (X,X %)   | X (X,X %)   |

Senat (Senado)
| Partei/Wahlbündnis                                       | 2008         | 2003        | 1998        |
| -------------------------------------------------------- | ------------ | ----------- | ----------- |
| Asociación Nacional Republicana (Partido Colorado) (ANR) | 15 (27,23 %) | 16 (35,5 %) | 25 (55,6 %) |
| Partido Liberal Radical Auténtico (PLRA)                 | 14 (27,10 %) | 12 (26,7 %) | 13 (28,9 %) |
| Movimiento Patria Querida (MPQ)                          | X (X,X %)    | 8 (17,8 %)  | 0 (0,0 %)   |
| Unión Nacional de Ciudadanos Eticos (UNACE)              | 9 (17,98 %)  | 7 (15,6 %)  | 0 (0,0 %)   |
| Partido País Solidario (PPS)                             | 1 (3,25 %)   | 2 (4,4 %)   | 0 (0,0 %)   |
| Partido Encuentro Nacional (PEN)                         | X (1,11 %)   | 0 (0,0 %)   | 7 (15,5 %)  |
| Partido Patria Querida (PPQ)                             | 4 (8,12 %)   | X (X,X %)   | X (X,X %)   |
| Movimiento Popular Tekojoja (MPT)                        | 1 (2,79 %)   | X (X,X %)   | X (X,X %)   |
| Partido Democrático Progresista (PDP)                    | 1 (2,05 %)   | X (X,X %)   | X (X,X %)   |

Parlasur (Parlamento Mercosur)
| Partei/Wahlbündnis                                       | 2008        |
| -------------------------------------------------------- | ----------- |
| Asociación Nacional Republicana (Partido Colorado) (ANR) | 6 (30,15 %) |
| Partido Liberal Radical Auténtico (PLRA)                 | 6 (26,63 %) |
| Movimiento Patria Querida (MPQ)                          | 1 (5,45 %)  |
| Unión Nacional de Ciudadanos Eticos (UNACE)              | 4 (17,78 %) |
| Movimiento Popular Tekojoja (MPT)                        | 1 (5,94 %)  |